# Wiesbaden-Naurod
Naurod ist ein Ortsbezirk der hessischen Landeshauptstadt Wiesbaden, er wurde am 1. Januar 1977 im Rahmen der Hessischen Gebietsreform nach Wiesbaden eingemeindet.

## Geographie

### Lage
Naurod liegt in einer Talmulde am Rande des Taunus. Nördlich des Orts erhebt sich der Kellerskopf mit Aussichtsturm und Restaurant. An der nördlichen Grenze zu Niedernhausen liegt das Naturschutz- und FFH-Gebiet Theißtal von Niedernhausen. Südsüdwestlich des Ortskerns liegen die Siedlung „Erbsenacker“ und das Naturdenkmal „Schwarze Steinkaut“.

### Angrenzende Ortsbezirke und Gemeinden
Naurod grenzt an die Wiesbadener Ortsbezirke Rambach, Heßloch, Kloppenheim und Auringen sowie im Norden an Niedernhausen (Rheingau-Taunus-Kreis) und Eppstein (Main-Taunus-Kreis).

## Geschichte

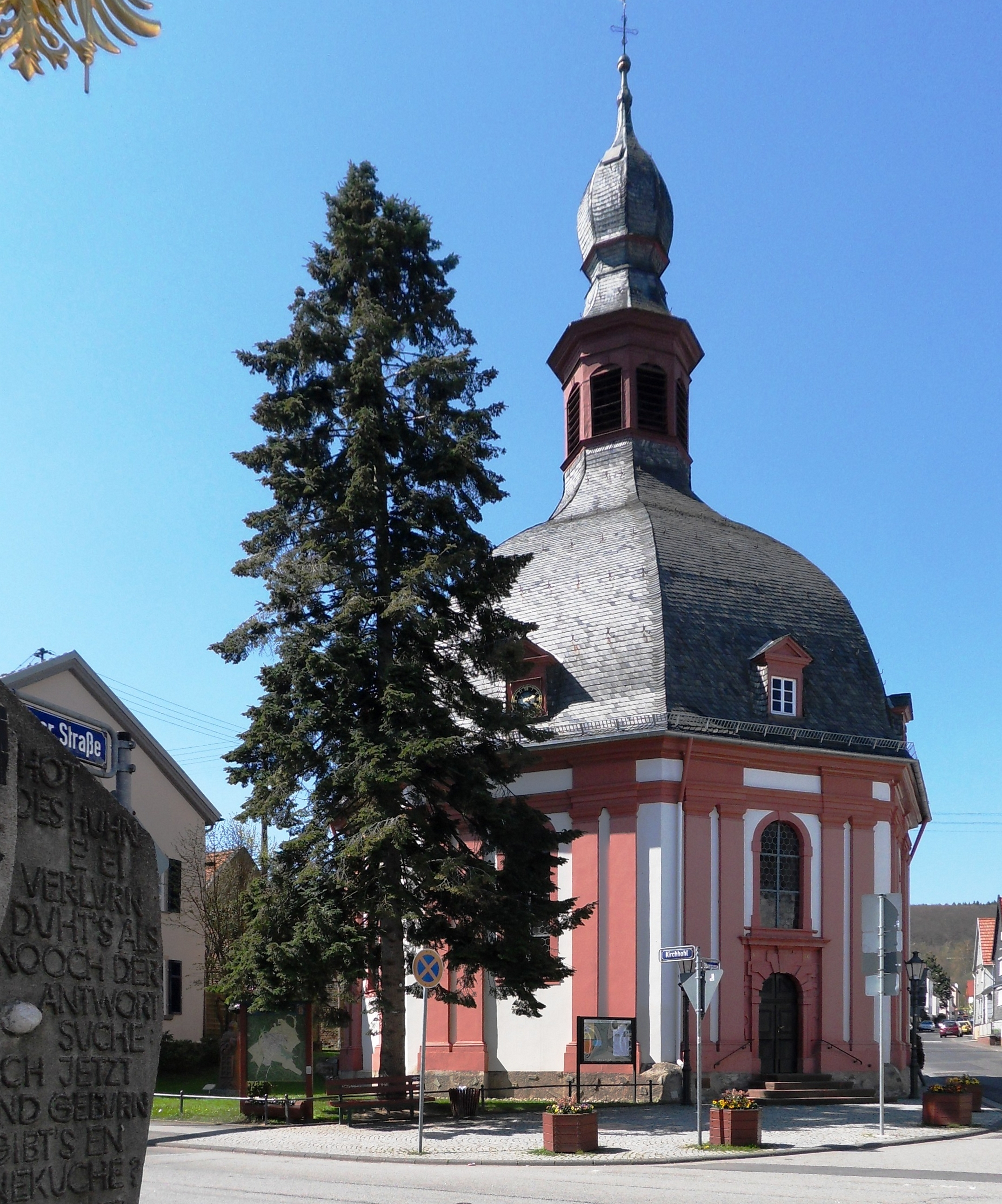
Evangelische Kirche in der Ortsmitte von Naurod

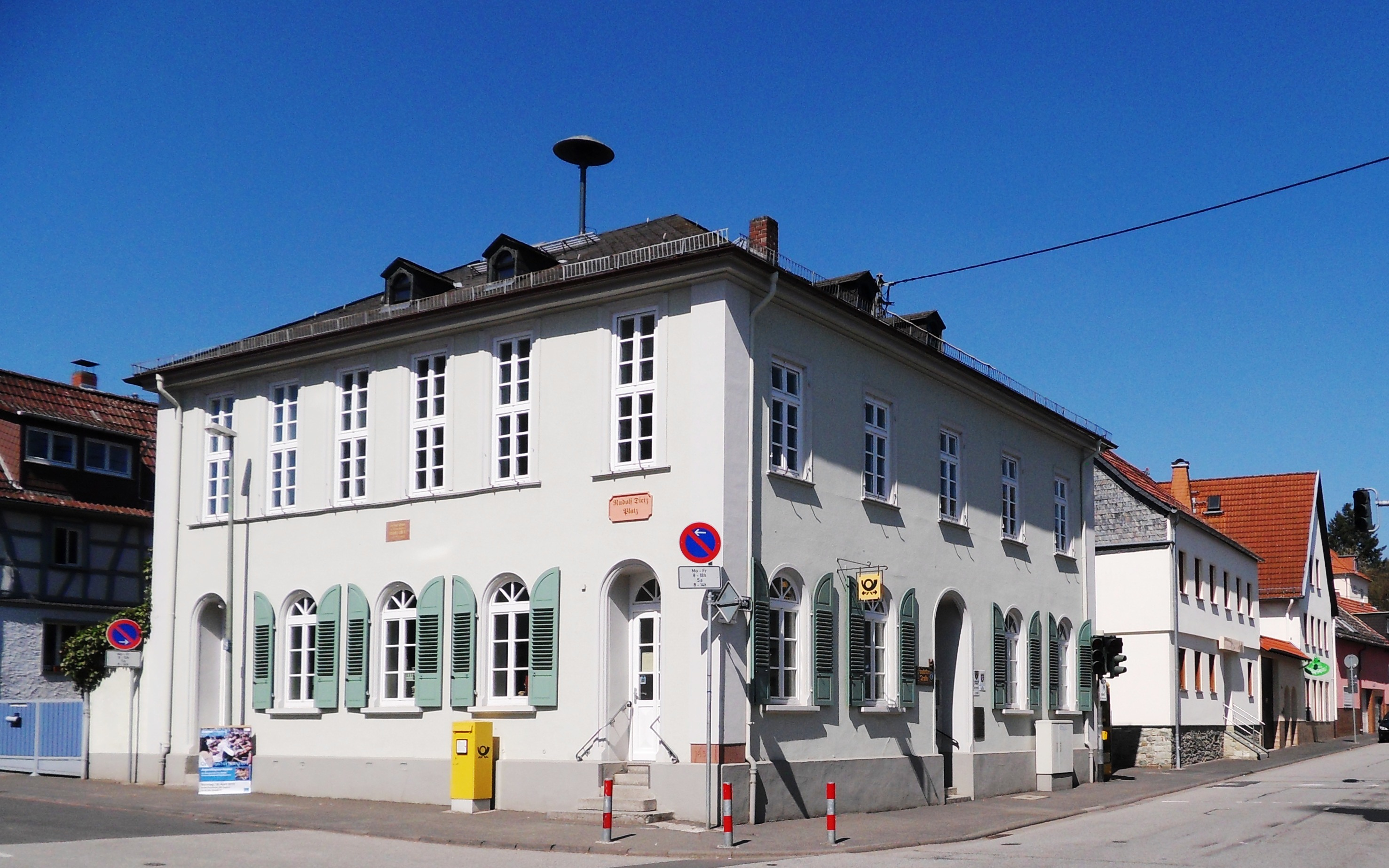
Rathaus in der Ortsmitte von Naurod

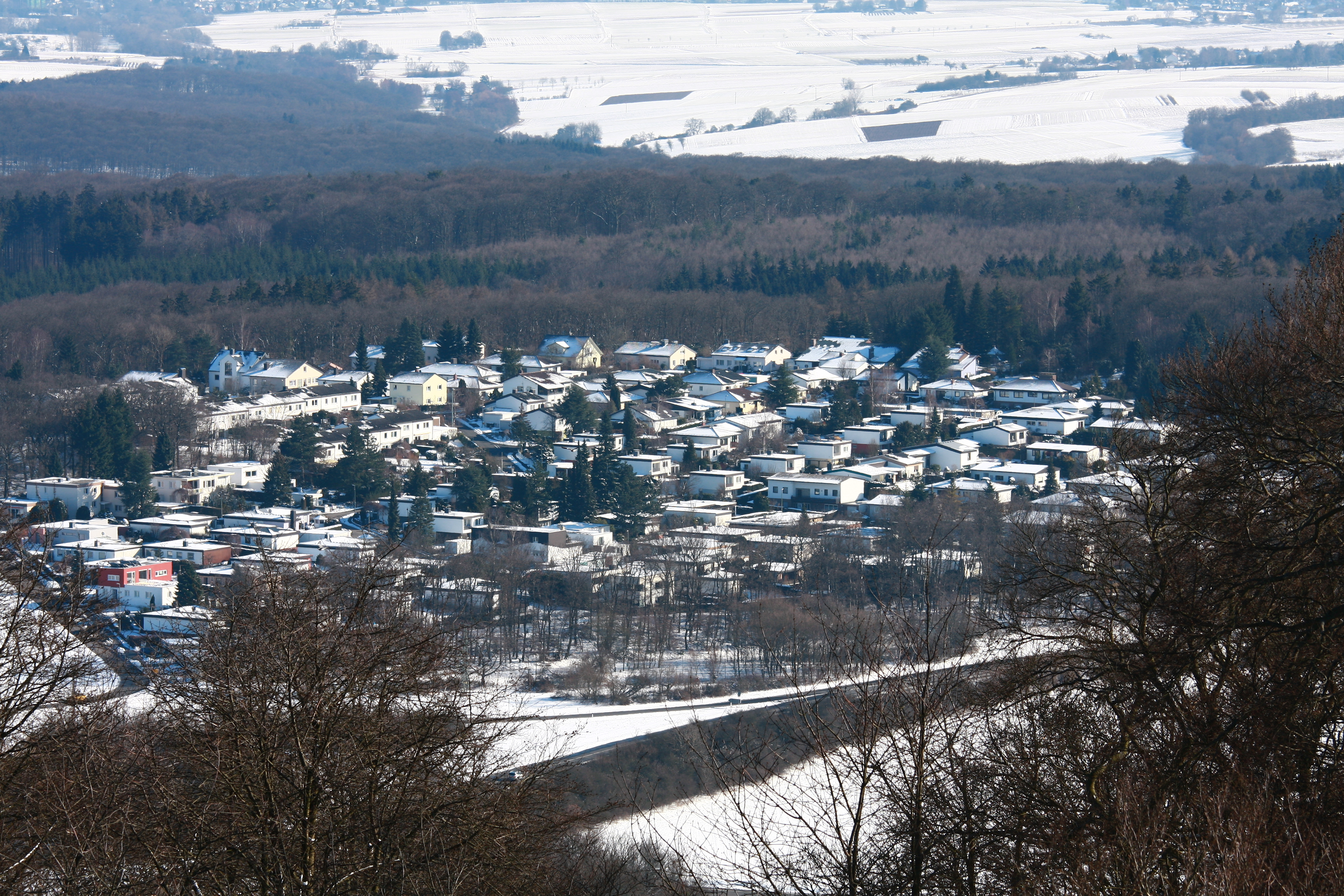
Die Nauroder Siedlung Erbsenacker, Blick vom Aussichtsturm des Kellerskopfs

Auf eine frühe Besiedlung der Gegend von Naurod deutet der Ringwall am Kellerskopf hin.
Die Endsilbe „-rod“ deutet auf eine Gründung des Ortes an sich im 12. oder 13. Jahrhundert hin. Naurod bedeutet dabei „neue Rodung“. Die erste urkundliche Erwähnung datiert aus dem Jahre 1346. In dieser Urkunde legte Graf Gerlach von Nassau, der sein Land an seine Söhne übergab, fest, was die Dörfer an ihn zu leisten hatten. Danach heißt es: „Demnach zu Nauerth von den Zinsen vierzehn Pfund Geldes“. In den Jahren 1727 bis 1730 errichtet Johann Jakob Bager die sehenswerte barocke Dorfkirche, einen achteckigen Zentralbau, der durch seine ungewöhnliche Form weit über die Grenzen Naurods hinweg bekannt ist.

## Politik

### Wahlergebnisse zum Ortsbeirat
| Ortsbeiratswahl Naurod 2021Wahlbeteiligung: 59,6 % 6050403020100 51,5 %22,5 %16,4 %9,6 % CDUSPDGrüneFDPGewinne und Verlusteim Vergleich zu 2016 %p 12 10 8 6 4 2 0 −2 −4 −6 −8−6,9 %p−4,3 %p+10,1 %p+1,1 %pCDUSPDGrüneFDP | Sitzverteilung im Ortsbeirat Naurod 2021Insgesamt 7 Sitze - SPD: 1 - Grüne: 1 - CDU: 4 - FDP: 1 |

Seit der Eingliederung nach Wiesbaden 1977 wird im Rahmen der Kommunalwahlen in Hessen auch der Ortsbeirat des Ortsbezirkes Naurod gewählt. Nach den einzelnen Wahlergebnissen ergab sich jeweils folgende Sitzverteilung:
|      | CDU | SPD | GRÜNE | FDP | Gesamt |
| 2021 | 4   | 1   | 1     | 1   | 7      |
| 2016 | 4   | 2   | 0     | 1   | 07     |
| 2011 | 4   | 2   | 1     | 0   | 07     |
| 2006 | 5   | 2   | 0     | 0   | 7      |
| 2001 | 4   | 2   | 1     | 0   | 7      |
| 1997 | 4   | 2   | 1     | 0   | 7      |
| 1993 | 5   | 1   | 1     | 0   | 7      |
| 1989 | 4   | 2   | 1     | 0   | 7      |
| 1985 | 4   | 2   | 1     | 0   | 7      |
| 1981 | 4   | 2   | 0     | 1   | 7      |
| 1977 | 3   | 3   | 0     | 1   | 7      |

### Wappen
Das Wappen wurde am 22. November 1954 durch das Hessische Innenministerium genehmigt.
| Wappen von Wiesbaden-Naurod | Blasonierung: „Im blauen Schild ein goldener Rost unter zwei gekreuzten goldenen Rodehacken.“ |
| Wappen von Wiesbaden-Naurod |                                                                                               |

### Partnerstädte
Seit dem 11. Mai 1975 besteht die Jumelage zwischen dem damals noch eigenständigen Naurod und der Loire-Gemeinde Fondettes in Frankreich.

## Regelmäßige Veranstaltungen
Seit über 65 Jahren findet jedes Jahr im Mai in Naurod das sogenannte Äppelblütefest („Apfelblütenfest“) statt. Dazu wird die gesamte Hauptstraße gesperrt und in den angrenzenden Höfen wird vorwiegend Apfelwein und Maibowle in Straußwirtschaften ausgeschenkt. Das Fest findet in der Regel am zweiten Mai-Wochenende statt und lockt an vier Tagen (2008 waren es erstmals fünf) mehrere 10.000 Besucher an.
In den Sommermonaten wird seit einigen Jahren die „Nauroder Sommerlaune“ vor dem evang. Gemeindehaus zelebriert. Hier bieten verschiedene Ortsvereine Weine aus den Rheingauer Landen an. Zumeist am Wochenende nach Nikolaus findet der Nauroder Nikolausmarkt in der Obergasse statt. Nach Fertigstellung des neuen Dorfplatzes hinter der Kirche wird dieser dort stattfinden.

## Verkehr
Naurod liegt an der Bundesstraße 455 (Ortsumgehung), welche von Wiesbaden zur etwa 2 km entfernten Autobahnauffahrt Niedernhausen der A 3 führt. Die Linien 20, 21 und 22 der ESWE Verkehrsgesellschaft erschließen Naurod für den städtischen Busverkehr. Die Wiesbadener Innenstadt ist etwa 20 Minuten entfernt. Stadtauswärts fährt die Linie 20 über Bremthal nach Niederjosbach, die Linie 21 über Auringen nach Medenbach, die Linie 22 über Königshofen und Niedernhausen nach Oberjosbach. Außerdem fährt die Nachtbuslinie N10 vom Kulturzentrum Schlachthof in Wiesbaden durch die Innenstadt und weiter über Sonnenberg, Rambach, Naurod und Auringen nach Medenbach. Mit der Buslinie 22 kann man am Bahnhof Niedernhausen zu Regionalzügen in Richtung Limburg, Frankfurt und Wiesbaden, sowie zur S-Bahn S2 in Richtung Dietzenbach über Frankfurt am Main umsteigen. Seit einiger Zeit fährt die Buslinie 16 von Naurod aus über Rambach und Sonnenberg bis zum Wiesbadener Südfriedhof. Hiermit gibt es auch eine Direktverbindung zum Hauptbahnhof.

## Persönlichkeiten
Am 22. Februar 1863 wurde in dem Haus, in dem heute die Ortsverwaltung untergebracht ist und das direkt am zentralen Platz an der Dorfkirche steht, der Heimatdichter Rudolf Dietz (1863–1942) geboren.
Der ehemalige Sportreporter für ZDF und Eurosport, Klaus Angermann (* 1938) lebt in Naurod; der ehemalige Showmaster der Fernsehsendung Zum Blauen Bock, Heinz Schenk
(1924–2014) lebte ebenfalls hier.